# Lepidoscia lignatrix
Lepidoscia lignatrix is een vlinder uit de familie van de zakjesdragers (Psychidae). De wetenschappelijke naam van deze soort is voor het eerst voorgesteld als Narycia lignatrix door Edward Meyrick in een publicatie uit 1922.
De soort komt voor in Australië (Queensland).